# Henry Harland

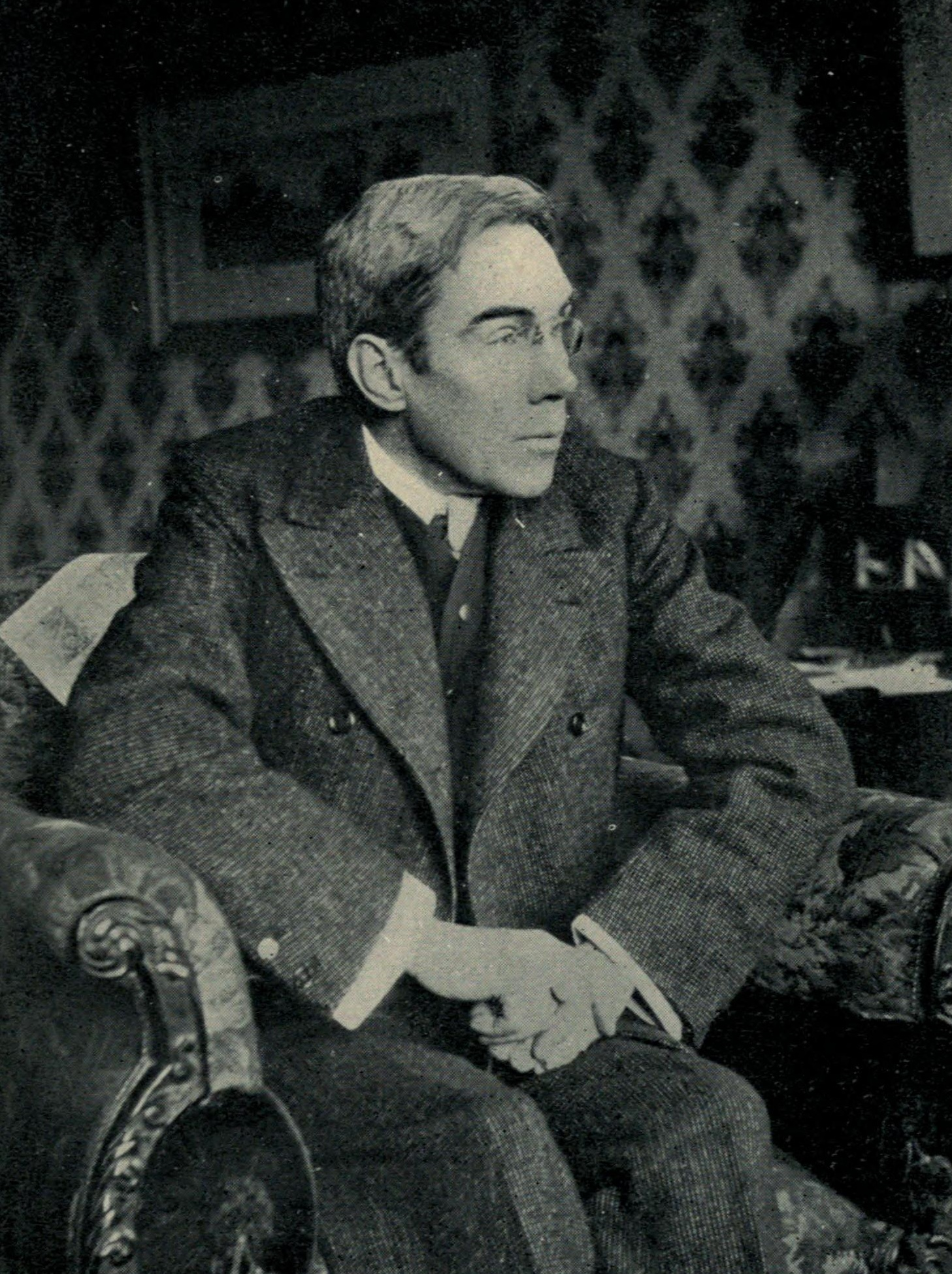
Henry Harland

Henry Harland (* 1. März 1861 in Manhattan, New York; † 20. Dezember 1905 in Sanremo, Italien) war ein US-amerikanischer Schriftsteller und Herausgeber.

## Leben
Harland war der Sohn von Thomas Harland, einem Anhänger von Charles Fourier. Seine Schulzeit absolvierte er in New York. Vom City College wechselte er an die Harvard Divinity School.
Im Anschluss daran versuchte er als Journalist in seiner Heimatstadt Fuß zu fassen. Seine Karriere kam dort aber nur langsam in Gang. Im Mai 1884 heiratete er in Manhattan Aline Herminie Merriam. Während dieser Zeit begann er auch erstmals sein Pseudonym Sidney Luska zu benutzen.
Zusamme n mit seiner Ehefrau ging Harland nach London und machte dort bald schon Bekanntschaft mit Aubrey Beardsley, John Ruskin und vielen anderen die gleich ihm begeistert von der Stilrichtung Ästhetizismus begeistert waren. Ab dieser Zeit veröffentlichte Scott seine Werke unter seinem eigenen Namen. 1894 gehörte er zu den Gründern der Zeitschrift The Yellow Book, bei der er bis zur letzten Ausgabe 1897 als Herausgeber fungierte. Obwohl Scott zu dieser Zeit schon an Tbc erkrankt war, arbeitete er täglich an der Umbruchstimmung des Fin de siècle und artikulierte den Ästhetizismus in all seinen Facetten.
Des wärmeren Klimas wegen, reiste Harland zusammen mit seiner Ehefrau nach San Remo (Ligurien) und starb dort mit 44 Jahren Ende Dezember 1905 über seinem letzten Roman „The royal end“. Später vollendete seine Witwe diesen nach Notizen und veröffentlichte ihn posthum. Seine letzte Ruhestätte fand Harland auf dem Yantic Cemetery in Norwich (Connecticut). Der Schriftsteller Henry James verfasste einen Nachruf auf Henry Harland.

## Ehrungen
- 1898 wurde er in die American Academy of Arts and Letters gewählt.[3]

## Werke (Auswahl)
Erzählungen
- Mademoiselle Miss and other stories. Garland, New York 1977, ISBN 0-8240-2760-4 (Nachdr. d. Ausg. New York 1889)

Romane
- As it was written. A jewish musician’s story. New York 1885.
- Mrs. Peixada. New York 1886.
- My uncle Florimand. Boston, Mass. 1888.
- Grandison Mather or an account of the fortunes of Mr and Mrs Thomas. London 1889.
  - Deutsch: Zu jung gefreit. Engelhorn, Stuttgart 1897 (übersetzt von Ferdinand Mangold).
- Two women or One. From the Mss of Dr. Leonard Benary. New York 1890.
- Mea culpa. Garland, New York 1977, ISBN 0-8240-2761-2 (Nachdr. d. Ausgabe New York 1891).

1. Father and daughter.
2. A woman’s last word.

- Grey Roses. New York 1895.
- The youke of the Thorah. New York 1896.
- Comedies and errors. New York 1898.
- The Cardinal's Snuff-Box. New York 1900.
  - Deutsch: Die Schnupftabakdose des Kardinals. Engelhorn, Stuttgart 1905 (übersetzt von Marie Elisabeth Peters)
- The Lady Paramount. Tauchnitz, Leipzig 1902.
  - Deutsch: Eine erlauchte Frau. Engelhorn, Stuttgart 1906 (übersetzt von Natalie von Rümelin-Oesterlen)
- My Friend Prospero. London 1903.
  - Deutsch: Mein Freund Prospero. Engelhorn, Stuttgart 1907 (übersetzt von Natalie von Rümelin-Oesterlen)
  - Parallelabdruck in diversen Heften von Die Grenzboten 65.1906
- The royal end. A romance. New York 1909 (posthum)

- auf Deutsch: Gräfin Susanna in diversen Heften von Die Grenzboten 63.1904, 3. Vierteljahr